# Беняса (Нямц)
Беняса (рум. Băneasa) — село у повіті Нямц в Румунії. Входить до складу комуни Бозієнь.
Село розташоване на відстані 279 км на північ від Бухареста, 55 км на схід від П'ятра-Нямца, 50 км на південний захід від Ясс.

## Населення
За даними перепису населення 2002 року у селі проживали 148 осіб, усі — румуни. Усі жителі села рідною мовою назвали румунську.